# 황즈중
황즈중(중국어 간체자: 黄志忠, 정체자: 黃志忠, 병음: Hǘang Zhìzhōng, 한자음: 황지충, 1969년 3월 5일~)은 중화인민공화국의 배우이다.

## 작품 목록

### 텔레비전 드라마
- 2007년 《대명왕조1556》 - 해서(海瑞) 역
- 2019년 《학려화정》 - 소예감(蕭睿鑒) 역
- 2022년 《천하장하》 - 근보(靳輔) 역

### 영화
- 2019년 《캡틴 파일럿》- 시난항공교통관제국 관제센터 주임 역(카메오)
- 2020년 《800》- 라오후루(老葫芦) 역